# رون والترز
رون والترز هو سياسي أمريكي، ولد في 29 يونيو 1950 في واشنطن العاصمة في الولايات المتحدة. نشط حزبياً في الحزب الجمهوري.